# Tjagataiska
Tjagataiska eller turki (traditionellt känt som fornuzbekiska, Chig'atoy tili på uzbekiska, Çağatay tili eller Çağatayca på turkiska, جغتای på persiska) var ett östturkiskt litteraturspråk som användes från början av 1300-talet till början av 1900-talet i stora delar av det turkspråkiga Centralasien. Det skrevs med det arabiska alfabetet. Tjagataiska är förfadern till de moderna uzbekiska och uiguriska språken.
Tjagataiskan hade, liksom sina föregångare, ett grundordförråd av turkiska ord och turkspråkig syntax men under inflytande från islam upptogs successivt ett stort antal lånord från arabiska och persiska i de östturkiska litteraturspråken. Tjagataiskan utvecklades under timuriderna (1405–1506) som en fortsättning på karakhanidiska (1000-1200) och khwarezmturkiska (1300-tal). 
Tjagataiskan genomgick själv ett antal faser under sin femhundraåriga historia. Den första fasen (1400–1465) var en övergångsperiod som kännetecknades av bevarandet av ett antal arkaiska former. Den klassiska fasen (1465–1600) inleddes med publiceringen av den första divanen av Alisjer Navoi. Vid denna tid nådde tjagataiskan sin fulländade form och med författare som Navoi, Hussein Bayqara och Babur skapades en betydande litteratur som varit en inspirationskälla för litteraturen i hela den turkspråkiga världen. 
Den tredje fasen (1600–1921) kännetecknas å ena sidan av omsorgsfulla imitationer av Navoi och de klassiska förebilderna, å andra sidan av ett kontinuerligt ökat inflytande från folkspråken uzbekiska och uiguriska, speciellt efter 1850. Det språk som kallades sart av ryssarna efter bildandet av ryska Turkestan är på det hela taget en form av sen tjagataiska men med en större påverkan från lokala uzbekiska dialekter. I Uzbekistan, då en del av Sovjetunionen, ersattes tjagataiska först 1921 av ett litteraturspråk grundat på uzbekiska dialekter.